# Awake (Secondhand Serenade)
Awake è l'album di debutto di Secondhand Serenade, pubblicato come demo autoprodotto nel 2005 e successivamente ristampato e pubblicato nel 2007 sotto l'etichetta Glassnote Records, mixato da Tony Espinoza e registrato da Adam Muñoz e Rachel Allgood ai SF Soundworks di San Francisco, con l'aggiunta di due nuovi brani.
Il 10 febbraio 2017, al decimo anniversario dalla pubblicazione ufficiale dell'album, viene pubblicata in associazione con la Glassnote una rimasterizzazione di Awake intitolata Awake: Remixed & Remastered, 10 Years & 10,000 Tears Later, con l'aggiunta di due tracce bonus inedite.

## Tracce
Testi e musiche di John Vesely.

### Edizione originale
1. Half Alive – 3:41
2. Broken – 3:51
3. Vulnerable – 3:20
4. Your Call – 3:42
5. Maybe – 3:30
6. I Hate This Song – 4:36
7. Awake – 4:02
8. Let It Roll – 3:25
9. The Last Song Ever – 4:36
10. End – 4:13

### Riedizione
1. Half Alive – 3:44
2. Broken – 3:53
3. Vulnerable – 3:22
4. Your Call – 3:44
5. Maybe – 3:22
6. It's Not Over – 3:29
7. I Hate This Song – 4:39
8. Awake – 4:05
9. Take Me with You – 4:53
10. Let It Roll – 3:27
11. The Last Song Ever – 4:38
12. End – 4:13

Tracce bonus nella rimasterizzazione del 2017
1. Don't Look Down – 3:24
2. Lost – 3:13

## Formazione
- John Vesely – voce, chitarra acustica
- Ronnie Day – piano in Your Call, Awake e End

## Classifiche
| Classifica (2007)         | Posizione massima |
| ------------------------- | ----------------- |
| Stati Uniti               | 164               |
| Stati Uniti (heatseekers) | 3                 |
| Stati Uniti (independent) | 19                |